# شرکت ملی فولاد ایران
شرکت ملی فولاد ایران از سال ۱۳۵۸ تا سال ۱۳۷۹ به عنوان تنها شرکت متولی فولاد ایران فعالیت داشته‌است. در سال ۱۳۷۹ به‌موجب ماده شش قانون تمرکز امور صنعت و معدن، مصوب مجلس شورای اسلامی، سازمان توسعه و نوسازی معادن و صنایع معدنی ایران (ایمیدرو) تشکیل شد و شرکت ملی فولاد ایران بعد از تشکیل ایمیدرو به‌عنوان یکی از شرکت های اصلی این سازمان ماموریت و اجرای طرح های توسعه و نیز نظارت بر بهره برداری واحدهای فولادی را به عهده گرفت.
در سال ۱۳۳۸ اولین اقدام اساسی دولت، تشکیل سازمان فنی مناسب برای ایجاد صنعت فولاد در ایران به نام شرکت ملی ذوب آهن ایران بود.
با کشف و اثبات وجود ذخایر عظیم گاز طبیعی کشور و احداث شبکه سراسری انتقال گاز طبیعی و توسعه روش احیاء مستقیم در دنیا، ایجاد صنایع فولاد به روش احیاء مستقیم مورد توجه قرار گرفت و شرکت ملی صنایع فولاد ایران در سال ۱۳۵۱ با هدف ایجاد واحدهای فولاد سازی به روش احیاء مستقیم و تأمین سنگ آهن مورد نیاز این واحدها تأسیس گردید.
پس از انقلاب اسلامی شرکت ملی ذوب آهن ایران و شرکت ملی صنایع فولاد ایران در هم ادغام و شرکت ملی فولاد ایران در سال ۱۳۵۸ ایجاد شد و واحدهای ایجاد شده توسط بخش خصوصی نیز تحت سرپرستی معاونت فلزات آهنی وزارت معادن و فلزات که سمت رئیس هیئت مدیره و مدیر عامل شرکت ملی فولاد ایران را عهده‌دار می‌باشد قرار گرفت. در سال ۱۳۷۱ رئیس‌جمهور وقت آیت‌الله هاشمی رفسنجانی پروژه فولاد مبارکه اصفهان را افتتاح کرد و به این ترتیب، فولاد مبارکه تبدیل به بزرگترین شرکت تولیدی فولاد کشور و خاورمیانه گردید و شرکت ملی فولاد در رده‌های بعدی قرار گرفت.